# 抛弃协议
抛弃协议是RFC 863中定义的TCP/IP协议族的协议。  它主要用于测试等目的。 
主机可以在传输控制协议 （TCP）或用户数据报协议 （UDP） 的9号端口向支持抛弃协议的服务器发送数据。  发送到服务器的数据被简单地丢弃，没有回复。 因此，通常使用UDP协议，但TCP允许在面向会话的连接中发送该数据（例如，通过HTTP代理或某些VPN ）。 

## Inetd的实现方式
在大多数类Unix操作系统上，抛弃服务器内置于inetd（或xinetd）守护进程中 。  抛弃服务默认情况下没有启动。  可以通过将以下内容添加到/etc/inetd.conf文件中并重新加载配置来启用它： 
```
discard   stream  tcp     nowait  root    internal
discard   dgram   udp     wait    root    internal
```

抛弃协议与Unix文件系统中的/dev/null是等价的。这确保了接收的数据可以根据调试等用途丢弃某一部分。 
默认情况下，在许多路由器中，抛弃协议的9号TCP或UDP端口（或用于中继ICMP数据报的7号回显协议端口）也用作代理，用于将来自互联网的Wake-on-LAN （WOL）数据包转发到本地网络上的主机以远程唤醒它们（这些主机还必须将其网络适配器配置为接受WOL数据报，并且路由器必须启用此代理设置，并且还可能需要在其内建的防火墙中配置转发规则来打开这些端口）。 